# Mylène Halemai
Mylène Halemai (11 augustus 2001) is een tennisspeelster uit Frankrijk. Ze werd geboren in South Durras, een stad in de Australische deelstaat New South Wales, maar ze komt uit voor Frankrijk.
Zij begon op vijfjarige leeftijd met het spelen van tennis.
2019 kreeg ze samen met de Nederlands-Franse Julie Belgraver een wildcard voor deelname aan het damesdubbelspeltoernooi van Roland Garros. Daarmee maakte ze haar debuut op een grandslamtoernooi.